# Carlos César Sampaio Campos
Carlos César Sampaio Campos, (São Paulo, 31 de març de 1968) és un exfutbolista brasiler, que ocupava la posició de defensa.
És un dels pocs futbolistes que ha militat als quatre grans equips de la ciutat de São Paulo (Santos, Palmeiras, Corinthians i São Paulo). Va destacar especialment al Palmeiras, amb qui jugà prop de 300 partits. També hi va militar a la competició japonesa i espanyola.
Va guanyar la Bola de Ouro en dues ocasions (1990 i 1993). Amb la selecció brasilera hi va acudir a la Copa Amèrica de 1993, però no va entrar als combinats de la canarinha per als Mundials de 1990 i de 1994.
Sí que va acudir al Mundial de 1998, on els brasilers van perdre a la final davant l'amfitriona, França. Va marcar el primer gol del torneig, al partit inaugural davant Escòcia. Un any abans, havia guanyat la Copa Amèrica i la Copa Confederacions.

## Títols
- Copa Confederacions: 1997
- Copa Amèrica: 1997
- Campionat brasiler de futbol: 1993 i 1994
- Campionat paulista: 1993, 1994 i 2001
- Torneio Rio-São Paulo: 1993 i 2000
- Recopa Asiàtica: 1995
- Supercopa Asiàtica: 1995
- Copa do Brasil: 1998
- Copa Mercosul: 1998
- Copa Libertadores: 1999
- Supercopa Espanyola: 2000